# 2. vonósnégyes (Bartók)
Bartók Béla II. vonósnégyese (Op. 17, Sz 67, BB 75) 1915 és 1917 októbere között keletkezett Rákoskeresztúron. Az első világháború értelmetlen vérontása és gyűlöletes atmoszférája egyre több szenvedést okozott az alkotónak, innen a vonósnégyes vallomásszerű, rendkívül személyes hangja.
A mű három tételes:
1. Moderato
2. Allegro molto capriccioso
3. Lento

Az 1918. március 3-i budapesti premieren a Waldbauer-Kerpely Quartet játszott, akiknek dedikálta a művet. Ebből az alkalomból Kodály Zoltán írt méltatást a műről a Nyugatban:  „…Bartók formaépítése a régi mesterekhez áll közelebb. Hozzájárul valami, ami, legalább abban a következetességben, amelyben két vonósnégyese mutatja, lényegében új próbálkozás. Az egymást követő tételek nem különböző hangulatok képét adják, hanem egységes lelki-folyamatnak, fejlődésnek folytatólagos rajzát, az egész mű, bár zeneileg tökéletesen megformált, az élmény közvetlenségével hat… Az első kvartett elejétől végig egy fokozódó, retour á la vie’* szerény négy hangszerével is szuggesztívebb, mint Berliozé, nagy apparátusával. A másik egy »Episode« (1. nyugodt élet, 2. öröm, 3. bánat) a berliozi ópium nélkül. Benne ugyan a bánaté az utolsó szó, de nem a döntő: az elkezdődő darab (külön formájában is a legsikerültebb) győzi egyensúllyal…”
* Retour á la vie = visszatérés az életbe. Berlioz Lélio című monodrámájának alcíme.
Az első (1920-as) kiadást a Universal Edition adta közre.

## Tételek
Gertler Endrének írt Bartók levél szerint az első tétel szonátaformában íródott, a második tétel Bartók fogalmazása szerint egy „rondó-szerűség”, a harmadikat pedig „nehéz definiálni”, egy háromtagú forma.

### Moderato
Az első tétel dallamvilága igen gazdag a kifejezés különböző árnyalataiban, valósággal gesztusként szerepel, mozog egy-egy témája. Különösen ilyen a legelsőnek bemutatott – és a tételben mindvégig vezető szerepet játszó – szenvedélyesen feltörő, rövid, pregnáns motívum.

### Allegro molto capriccioso
A második tétel scherzo tematikával rendelkezik.

### Lento
A lassú zárótétel szubjektív hangú panasz, valószínűleg siratók mintájára. Mivel ebben az időben Bartók már ismerte Arnold Schönberg és Igor Stravinsky munkásságát, hatásuk e vonósnégyesre éppoly valószínű, mint az arab népzenéből származó kisterc motivumoké, amely a zeneszerző 1913-as észak-afrikai gyűjtésének anyagát mutatja be.

## Autográf anyagok
- Vázlatok:

1. Fekete zsebkönyv (Bartók Archívum, Budapest: BH206) fol. 13v

- Folyamatvázlatok a III. tételhez (Bartók Archívum, Budapest: 494a).
- Partitúra-fogalmazvány és másolat, kézirat-együttes (Bartók Péter magángyűjteménye: 42 FSS1):

1. Az I–II. tétel fogalmazványa
2. A II. tétel, Ziegler Márta másolata Bartók javításaival
3. A III. tétel autográf tisztázata. (Az Universal Edition 6371 elsőkiadás, 1920, metszőpéldánya lappang, valószínűleg ennek része volt a III. tétel lappangó fogalmazványa)

- Az UE kispartitúra elsőkiadás példányában befejezetlen revízió az 1940-es évekből (Bartók Péter gyűjteménye: 42FSFC1).